# Herman Rouwé
Herman Jan (Herman) Rouwé (Grouw, 20 januari 1943) is een voormalige Nederlandse roeier. Hij vertegenwoordigde Nederland tweemaal op de Olympische Spelen en won hierbij in totaal één medaille.
In 1964 maakte hij met zijn olympisch debuut op de Spelen van Tokio bij het onderdeel twee met stuurman. De Nederlandse equipe drong hierbij door tot de finale en werd hierbij derde in 8.23,42 achter de Verenigde Staten (8.21,23) en Frankrijk (8.23,15).
Vier jaar later vertegenwoordigde hij Nederland op de Olympische Spelen van Mexico-Stad op het onderdeel vier met stuurman. Het Nederlandse team werd in de eerste serie van de voorwedstrijden tweede in 7.08,15. In de halve finale eindigde ze als zesde in 7.08,68. Op 18 oktober 1968 eindigde ze in de kleine finale (B-finale) als derde in 6.51,77 achter Roemenië (6.46,68) en Argentinië (6.50,54) en werden hierdoor negende overall.
Rouwe was in zijn actieve tijd als sportman aangesloten bij de Utrechtse studentenroeivereniging Triton. Hij is de broer van Henk Rouwé, die als roeier deelnam aan de Olympische Spelen van 1972.

## Palmares

### Roeien (twee met stuurman)
- 1964:  OS - 8.23,42

### Roeien (vier met stuurman)
- 1968: 9e OS Mexico-Stad - 6.51,77

Herman Rouwé · 
Erik Hartsuiker · 
Jan Just Bos (stuurman)
Herman Rouwé · 
Erik Hartsuiker · 
Berend Brummelman · 
Tom Dronkert · 
Otto Weekhout (stuurman)